# Сант-Эвстакио
Базилика Сант-Эвстакио (итал. La basilica di Sant'Eustachio) — католическая церковь в Риме, построенная в VIII веке и посвящённая великомученику Святому Евстафию. Находится в центре города, в районе Сант-Эвстакио, между Пантеоном, Пaлаццо Мадама и Пьяцца Навона. Имеет статус малой базилики. Находящиеся в церкви произведения искусства относятся главным образом к XVIII столетию. В 2010-х годах базилика Сант-Эвстакио стала местом, где оказывается помощь нуждающимся и бездомным, благодаря инициативе почётного ректора дона Пьетро Сигурани.

## История
В документах, относящихся к X и XI векам, церковь называется платанской, в связи с древним преданием о посаженном в саду дома мученика Евстафия платане, из которого якобы император Константин I Великий построил молельню на том самом месте, где святой должен был принять мученическую смерть.
Первое упоминание о церкви относится к 795 году, времени понтификата папы Льва III. Старинное здание было полностью перестроено и расширено в 1195—1196 годах папой Целестином III; была добавлена романская колокольня, которой можно любоваться и в наше время. Мемориальная доска, сохранившаяся в сакристии, напоминает об освящении церкви в 1196 году. Документ 1406 года свидетельствует о существовании портика и монастыря, на которые выходили комнаты каноников.
В XVI веке это было одно из любимых мест молитв святого Филиппа Нери. Между XVII и XVIII веками церковь была полностью перестроена, снесены средневековые постройки (кроме колокольни) или изменены в соответствии со вкусами того времени. Архитектором реконструкции был Чезаре Корвара, руководивший работами с 1701 до 1703 года. Джован Баттиста Контини добавил капеллы и портик; Антонио Каневари, Никола Сальви и Джованни Доменико Навоне завершили работу добавлением апсиды и трансепта.
Реконструкция была необходима из-за разливов Тибра и чрезмерной влажности, подтачивавшей фундамент. Дальнейшие реставрации здания проводились в течение XIX и XX веков с вмешательствами, которые касались не только сохранения построек, но и их благоустройства.
С VII века церковь является резиденцией кардинала Сант-Эвстакио.

## Архитектура и произведения искусства в интерьере
Базилика имеет план в виде латинского креста с одним нефом и тремя капеллами с каждой стороны, сообщающимися друг с другом. Фасад — работа Чезаре Корвара — имеет три яруса. Первый оформлен портиком с пилястрами и двумя колоннами. Второй ярус с треугольным фронтоном завершается балюстрадой. Третий акцентирован барочными волютами по сторонам, четырьмя пилястрами, центральным окном и двумя нишами, украшенными рельефными изображениями раковин. Tимпан венчающего фронтона имеет окулюс (круглое сквозное окно), окружённый пальмовыми ветвями и увенчанный короной. В верхней точке фронтона изображена голова оленя с крестом — символ святого Евстафия, связанный с легендой о видении святому оленя с крестом между рогами во время охоты.
В портике храма сохранились, вмурованные в стены, различные памятные надписи, в том числе в память кардинала Нери Корсини, римского поэта Филиппо Кьяппини, драматурга и поэта Джованни Жиро, а также надгробные памятники историка и адвоката по уголовным делам Филиппо Мария Ренацци, филолога Франческо Сесилия, учёного и путешественника Микеланджело Мондани.
Главный алтарь из бронзы и полихромного мрамора в апсиде церкви — работа Никола Сальви 1739 года, был завершён киворием по проекту архитектора Фердинандо Фуги (1749). Алтарная картина Франческо Фердинанди изображает Мученичество Святого Евстафия. Древний престол из красного порфира хранит мощи титулярного святого базилики и членов его семьи.
На контрфасаде выделяется витраж с изображением кающейся святой Марии Магдалины, выполненный в последнем десятилетии XIX века Габриэлем и Луи Геста из Тулузы. Справа находятся капеллы, посвящённые Святому Семейству, Благовещению и Пресвятому Сердцу Иисуса; слева — капеллы Сан-Джулиано-Оспедальере, Сан-Микеле-Арканджело и Непорочному Сердцу Марии. Капелла Распятия расположена слева от главного алтаря.
У главного алтаря есть три картины работы Джованни Бигатти, изображающие святого Михаила Архангела в центре, со святыми Раймондом Ноннато и святой Франческой Романой по сторонам. На правой и левой стенах находятся два надгробных памятника Терезе Тоньоли Канале (умерла в 1807 г.) и Сильвио Каваллери, секретарю Папы Иннокентий XII Иннокентия XII, умершего в 1700 году.
В других капеллах можно видеть картины Пьетро Гальярди, Оттавио Лиони, Коррадо Меццана, Этьена де ла Валле-Пуссена («Бегство в Египет», 1774), Томмазо Конки, Бьяджо Пуччини и других художников. Слева, в капелле Сан-Джулиано-л’Оспедальере имеется витраж, изображающий Крещение Иисуса, другой расположен в Капелле Святого Сердца, он представляет собой оригинальное изображение «Семи даров Святого Духа». В трансептах находятся картины Якопо Дзоболи: «Встреча Марии и Елизаветы» 1727 года и «Святой Иероним» 1729 года, принесшего живописцу известность.

## Орган
На деревянных хорах контрфасада, украшенных позолоченной резьбой и расписными колоннами, имитирующими мрамор, находится исторический орган; он был построен Селестино Теста и Джузеппе Ногелем между 1747 и 1749 годами и был почти полностью перестроен Йоханнесом Конрадом Верле в 1767 году; несколько раз изменялся в течение XIX и XX веков, он был восстановлен Франческо Дзаниным в 2002—2003 годах. Инструмент заключен в роскошный деревянный футляр в стиле барокко, созданный Бернардино Мамуккари, Франческо Микетти и Карло Пачилли.

## Галерея
- Олень на фронтоне церкви
- Интерьер церкви. Апсида и главный алтарь
- Якопо Дзоболи. Встреча Марии и Елизаветы. 1727
- Якопо Дзоболи. Святой Иероним. 1729
- Б. Пуччини. Святой Юлиан Госпиталит. 1700-е гг.
- Дж. Бигатти. Святой архангел Михаил.
- Орган